# Enthephippion obscuripenne
Enthephippion obscuripenne är en insektsart som beskrevs av Bruner, L. 1915. Enthephippion obscuripenne ingår i släktet Enthephippion och familjen vårtbitare. Inga underarter finns listade i Catalogue of Life.